# Терекеєво
Тереке́єво (рос. Терекеево, башк. Тирәкәй) — присілок у складі Мішкинського району Башкортостану, Росія. Входить до складу Мавлютовської сільської ради.
Населення — 130 осіб (2010; 173 у 2002).
Національний склад:
- татари — 98 %